# Fu (Manang)
Fu – gaun wikas samiti w zachodniej części Nepalu w strefie Gandaki w dystrykcie Manang. Według nepalskiego spisu powszechnego z 2011 roku liczył on 36 gospodarstw domowych i 176 mieszkańców (88 kobiet i 88 mężczyzn).